# نصر أخلاقي

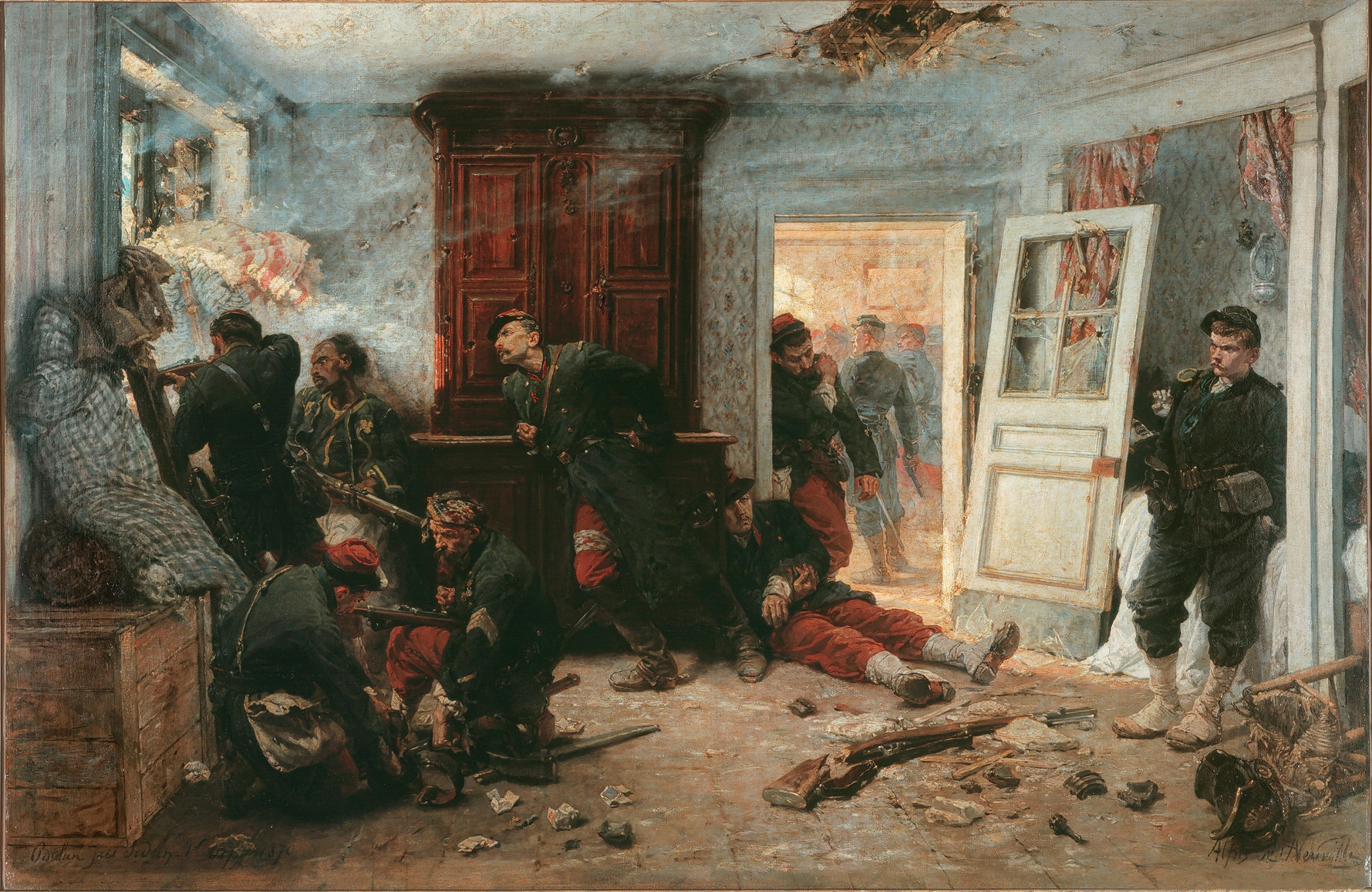
النصر الاخلاقي

النصر الأخلاقي يحدث عندما يفقد شخص أو فريق أو جيش أو مجموعة أخرى المواجهة، ومع ذلك يحقق بعض المكاسب الأخلاقية الأخرى. قد لا يكون هذا المكسب مرتبطًا بالمواجهة المعنية، وغالبًا ما يكون المكسب أقل بكثير مما كان يمكن تحقيقه لو تم تحقيق انتصار فعلي.
على سبيل المثال، قد يدعي فريق رياضي يعاني من نقص كبير في الأداء ويخسر بفارق ضئيل أمام خصم متفوق فوزًا أخلاقيًا، ويبرِّئ نفسه جيدًا حتى في الهزيمة.
قد يتضمن البعض الآخر سيناريوهات تخسر فيها القوة صراعًا، ولكنها تلحق خسائر كبيرة بمنافسيها (على عكس انتصار باهظ الثمن. وتشمل الأمثلة معركة آلامو ومعركة ترموبيل).